# Попасненский сельский совет
Попасненский сельский совет (укр. Попасненська сільська рада) — входит в состав
Самаровского района
Днепропетровской области
Украины.
Административный центр сельского совета находится в 
с. Попасное.

## Населённые пункты совета
- с. Попасное
- с. Надеждовка
- с. Привольное
- с. Тарасово

## Ликвидированные населённые пункты совета
- с. Ильича